# 'Ndrina Aquino
(Colloquio del 19 aprile 2008 tra Tommaso Tavernese e Salvatore Aquino ((RIT 2428/07))
Gli Aquino sono una 'ndrina di Marina di Gioiosa Ionica, attiva nell'omonimo Locale insieme ai Mazzaferro, in contrasto tra di loro sin dagli anni '70. Sono imparentati con il clan Coluccio, i fratelli Giuseppe, Salvatore e Antonio, re del narcotraffico.
Le loro attività sono estorsione, usura e traffico internazionale di droga. Hanno numerosi accordi in virtù dei traffici di droga internazionale con le altre 'ndrine tra cui: Pesce-Bellocco di Rosarno, gli Alvaro di Sinopoli, i Morabito di Africo, i Piromalli di Gioia Tauro e i Commisso di Siderno. Sempre a causa di questa attività criminale durante le operazioni delle forze dell'ordine sono stati intercettati o arrestati suoi esponenti in tutto il mondo e in particolare in Spagna, Portogallo, Paesi Bassi, Canada, Stati Uniti, Messico e Repubblica Dominicana. In Italia sono stati rilevati membri contigui a essi oltre che per traffico di sostanze stupefacenti per acquisizione di appalti a Milano e Torino.

## Storia
Negli anni '70 entrano nel contrabbando delle sigarette e scoppia la faida che vede contrapposte da una parte gli Aquino-Scali e dall'altra i Mazzaferro-Femia.
- 21 giugno 2005 - operazione Nostromo contro gli Aquino-Coluccio[2][3][4].

## Esponenti di rilievo
- Salvatore Aquino (1944)[1], presunto capobastone arrestato il 13 febbraio 1999 per traffico di droga, condannato a 15 anni di carcere nel processo Nord-Sud[5][1].
- Rocco Aquino detto il colonnello, latitante dal 13 luglio 2010 e arrestato il 10 febbraio 2012.
- Vincenzo Aquino (1931)[1]
- Giuseppe Aquino (1934)[1]
- Domenico Aquino (1938)[1]
- Francesco Aquino (1940)[1]
- Giuseppe Aquino, fratello di Rocco (il colonnello), nipote di Salvatore Aquino.
- Giuseppe Coluccio
- Salvatore Coluccio, fratello di Giuseppe[6][7][8].

## Fatti posteriori al 2008
- Il 17 settembre 2008 in un'operazione dell'FBI e della DEA statunitense, dell'ICE messicana a cui hanno partecipato anche i carabinieri del ROS sono state arrestate 200 persone appartenenti al cartello messicano dei Los Zetas e ad altre organizzazioni criminali a cui vendevano la droga, tra cui la 'ndrangheta, nella fattispecie sono stati arrestati Vincenzo e Giulio Schirripa appartenenti all'omonima 'ndrina, la quale faceva parte di un'alleanza con i Coluccio, gli Aquino e i Macrì e con i quali avrebbero importato ogni volta 1 000 chili di cocaina. I contatti fra le due organizzazioni venivano prese tramite elementi del cartello messicano a New York. Sono stati arrestati anche 16 esponenti dei Coluccio e degli Aquino tra New York e la Calabria[9][10][11][12]. L'accordo con i Los Zetas è avvenuto dopo l'arresto dell'ecuadoriano Luis Calderon, principale fornitore per queste 'ndrine[9][10][11][12].
- Il 9 luglio 2009 la polizia di Siderno e la Questura di Reggio Calabria sequestrano 13 appartamenti a Salvatore Aquino, presunto boss della cosca[5].
- Il 14 luglio 2011 vengono arrestate oltre 40 persone nell'ambito dell'operazione internazionale dei carabinieri Crimine 3. Le persone sono accusate di traffico di droga internazionale e associazione mafiosa e sono state arrestate per lo più in Italia, alcune in Spagna, Paesi Bassi e negli Stati Uniti. Il traffico veniva gestito insieme al Cartello del Golfo e ai cartelli colombiani, per la 'Ndrangheta c'erano presunti affiliati agli Ierinò, Commisso, Coluccio, Aquino e Pesce[13][14][15].
- Il 10 febbraio 2012 i carabinieri del ROS arrestano Rocco Aquino, latitante in un bunker a Marina di Gioiosa Jonica[16], inserito nell'elenco dei cento latitanti più pericolosi.
- Il 1º agosto 2012 i carabinieri del ROS arrestano Giuseppe Aquino presunto esponente di vertice della 'ndrina Aquino, trovato in un bunker a Marina di Gioiosa Jonica dopo 2 anni di latitanza; era sfuggito nel luglio 2010 all'operazione Crimine[17].
- Il 5 marzo 2013 si conclude l'operazione Metropolis della Guardia di Finanza di Reggio Calabria e dello Scico di Roma che ha portato all'arresto di 20 persone, tra affiliati dei Morabito come Giuseppe Morabito (già in carcere) e degli Aquino come Rocco Aquino (già in carcere) e al sequestro di beni del valore di 450 milioni di euro accusati di aver costruito illegalmente lungo la costa ionica da Catanzaro a Reggio Calabria residenze che avrebbero rivenduti a ricchi facoltosi spagnoli e inglesi con l'aiuto di un membro dell'IRA irlandese Henry James Fitzsimons a fini di riciclaggio di denaro[18].
- A ottobre 2013 i finanzieri del Gico di Roma e del Goa arrestano a Roma il venezuelano Edmundo Josè Salazar Cermeno detto Il chimico, latitante dal 2011 (conclusione dell'operazione Solare 2) e presunto broker tra le cosche Aquino-Coluccio e il cartello del Golfo e i Los Zetas per traffici di cocaina, metanfetamine e cannabis proveniente dall'America del Sud. Era incaricato di gestire tutta la logistica del traffico che coinvolgeva anche criminali dei cartelli presenti a New York, la droga in Europa invece approdava in Spagna che giungeva anche attraverso idrovolanti. Le forze dell'ordine italiane hanno collaborato con 10 procure degli Stati Uniti per disvelare i rapporti con i cartelli messicani[19].
- Il 21 gennaio 2014 la DIA sequestra a Torino e in Calabria beni per un valore di 6 milioni di euro ai fratelli Vincenzo e Massimo Verterano, presunti affiliati agli Aquino, a conclusione di un'operazione internazionale in collaborazione con l'FBI, la Dea statunitense e l'ICE messicana che ha messo fino a un traffico internazionale di droga che partiva dalla Colombia, passava per il Messico e la Florida e giungeva in Italia[20].
- Il 28 aprile 2014 viene arrestato dalla Polizia e dall'Interpol il latitante dal 2011 Nicola Pignatelli a Santo Domingo, ricercato per traffico di droga internazionale[21][22].
- Il 17 giugno 2015 si conclude un'operazione della DDA di Reggio Calabria e del Gico di Catanzaro con il contributo della DEA statunitense e della Guardia Civil spagnola che blocca un traffico internazionale di droga tra gli Alvaro, i Pesce e i Coluccio-Aquino insieme ad un comandante delle FARC colombiane. L'organizzazione aveva basi in Brasile, Argentina, Repubblica Dominicana, Colombia, Spagna e Montenegro. Durante l'operazione è stato sequestrato un carico di cocaina presente nell'imbarcazione Pandora Lys al largo di Viana do Castelo tra Spagna e Portogallo[23].
- Il 25 ottobre 2016 si conclude l'operazione Rent che scopre la presunta contiguità di 32 persone tra cui 12 imprenditori con esponenti degli Aquino-Coluccio e dei Piromalli e dei Bellocco, i quali sarebbero riusciti ad ottenere i lavori per la costruzione del padiglione della Cina e dell'Ecuador di Expo 2015 a Milano, per la costruzione della rete fognaria della stessa esposizione, della costruzione del centro commerciale di Arese (MI) il Centro. Sono stati inoltre sequestrati beni immobili del valore di 15 milioni di euro in Italia: a Reggio Calabria, Catanzaro, Catania, Bergamo, Bologna, Brescia e Mantova, mentre all'estero un immobile in Marocco ed il complesso turistico-sportivo Moliviu a Pitești, in Romania, ancora in costruzione del valore di 80 milioni di euro di cui 27 messi in campo dall'Unione europea. I dominus al centro dell'operazione sarebbe Antonio Stefano. vicino al presunto boss Giuseppe Coluccio, accusato di gestire traffico di droga ed il reinvestimento del denaro illecito guadagnato insieme a Graziano Macrì e Salvatore Piccoli[24]. L'operazione è un seguito di Underground.